# Sven-Olof Hedengren
Sven-Olof Gösta Hedengren, född 22 juni 1929 i Göteborg, död 23 maj 2020, var en svensk hovfunktionär och ämbetsman. Han var son till ambassadör Gösta Hedengren.

## Biografi
Sven-Olof Hedengren föddes 1929 i Göteborg. Han var son till ambassadören Gösta Hedengren och Evelyn Barclay. Hedengren blev juris kandidat vid Stockholms högskola 1952, gjorde tingstjänstgöring 1953–1955, blev amanuens vid inrikesdepartementet 1957, kanslisekreterare där 1958, förste kanslisekreterare 1959, budgetsekreterare 1961, byråchef vid socialdepartementet 1963, departementsråd där 1965 samt var överdirektör vid Socialstyrelsen 1970–1982. Vid Kungl. hovstaterna blev han tjänstgörande kammarjunkare 1962, kammarherre 1970 och var vice ceremonimästare 1974–1980, därefter expeditionschef vid riksmarskalksämbetet 1980. Slutligen verksam som vice kansler tillika sekreterare vid Kungl. Maj:ts Orden 1996.

### Familj
Hedengren var gift med friherrinnan Thesy af Ugglas (1932–2014), dotter till kammarherren friherre Oscar af Ugglas och Susan Lewenhaupt.

## Utmärkelser
- Gustaf VI Adolfs Minnesmedalj (GVIA:sMM)
- Carl XVI Gustafs Jubileumsminnestecken (CXVIG:sJmt 1996)
- H M Konungens medalj i guld av 12:e storleken med serafimerband (Kon:sGM12mserafb)
- Kommendör av Nordstjärneorden (KNO, 18 november 1971) [5]
- Medaljen i guld för nit och redlighet i rikets tjänst (GMnor)